# Charier (entreprise)
CHARIER est une entreprise familiale française de travaux publics, détenue à 100 % par la famille Charier. Fondée en 1897, le siège social est basé à Couëron.

## Historique
En 1897, Constant-Maximin Charier fonde l'entreprise Charier, qui en 1907 établit son siège à Montoir-de-Bretagne. 
En 1925, au décès de Constant-Maximin Charier, ses deux fils, Germain-Eugène et Raymond, se partagent les actifs. 
En 1949, Germain-Eugène s'associe avec ses 2 fils (Germain-Jean et Yves Charier) pour créer la SNC Germain Charier et fils. L'entreprise devient une SARL en 1963. 
Au décès de Germain-Eugène Charier, son fils cadet Yves devient gérant de la société. 
En 1971, au décès d'Yves Charier, son frère Germain-Jean assure la direction, secondé par Georges Volkoff. 
En 1973, l'entreprise devient une Société anonyme. 
En 1975, la société change de nom et devient la « Société des Entreprises Charier ». 
En 1998, Germain-Jean Charier prend sa retraite ; Germain-Arthur Charier devient Directeur Général et Pierre-Marie Charier, PDG. 
En 2002, l'entreprise rachète Brethomé & Cie (regroupant Brethomé & Cie, SEMO et Socachem) et Semen TP. La même année, la société commence l'activité de valorisation des déchets. 
En 2005 sont mis en place le Conseil de Surveillance et le Directoire. 
En 2006, la Société des Entreprises Charier, rachète le groupe Charrier TP (composé de Charrier TP, Lahaye TP, Sauvêtre TP, PBN, Techni-Route, Meilleraie Enrobés, LRM) ainsi que l'Entreprise Torres & Villault puis, en 2007, l'activité de travaux fluviaux de Levaux. 
En 2011 est fondée la Foncière Charier. En 2013, Paul Bazireau est nommé Président du Directoire.
En 2017 : création du Fonds de Dotation Charier, ISO 26 000 Niveau "maîtrise" de la SA CHARER, Prix de l'innovation Charier[incompréhensible]
En 2020, l'entreprise Charier déménage son siège social à Couëron (44) dans un bâtiment passif labellisé PassiHaus qu'elle a fait construire.
En 2022, CHARIER adopte le statut d'entreprise à mission. 

### Autres entreprises du groupe Charier
Sablieres de l'Atlantique, Entreprise Berthaud, Entreprise Leborgne, Palardy TP, Meilleraie Enobés, Ouest Atlantique Bail, Saremer, Octant, Semclar
Carrières Roches de la Divatte, Sablières Redonnaises, Groupement Techniques de l'Ouest, EFFIVERT, Pépinières Environnement Services, SNG TP.

## Activités
Charier compte 6 activités principales : les grands terrassements, les carrières et le recyclage des matériaux, les routes et travaux urbains, le génie civil, la déconstruction/désamiantage, les espaces verts et paysage.

### Principaux chantiers
Grands Terrassements
- La « Route Verte » à Étampes[3],
- Déviation RN2 Gondreville - Vaumoise[4],
- Déviation Chabanais - Étagnac,
- Déviation de Brive

Routes et travaux urbains
- Aménagement de la RN249,
- La Turballe,

Génie civil
- Areva Bâtiment NCPF T2, La Hague,
- Extension du port de commerce, Roscoff[5],
- Port militaire, Brest[6],
- Décanteur de port, Gennevilliers,
- Bassin de Tancarville,
- Plateau nautique, Cherbourg,
- Infrastructure Lafarge, Brest,
- Réensablement de la plage de La Baule.

Déconstruction et désamiantage
- Reconversion de la Maison d'Arrêt, Nantes[7],
- Démolition de 142 logements, Niort,
- Démolition de l'ancienne caserne de pompier, Niort,
- Déconstruction du Trigone, Rennes,
- Déconstruction du poste de Saran.